# Campobasso
Cet article concerne une ville. Pour le personnage historique, voir Comte de Campobasso.
Campobasso est une ville d'environ  49 000 habitants, située dans la province du même nom, dans la région du Molise dont elle est la capitale régionale, en Italie du Sud.

## Personnalités
- Tito Mattei (1841-1914), pianiste et compositeur.
- Enrico D'Ovidio (1842-1933), mathématicien.
- Fred Bongusto (1935-2019), chanteur.
- Mgr Vittorio Fusco (1939-1999), évêque de Nardò-Gallipoli (Italie) de 1995 à 1999.
- Lucio Alberto Savoia (° 1942), diplomate, actuel ambassadeur de l'Italie en république d'Irlande.
- Giovanni di Stefano (° 1955), avocat britannique d'origine italienne, réputé en raison des causes célèbres qu'il défend.
- Valentina Abbruzzese (° 1982), chanteuse.
- Tony Dallara (1936 - ), chanteur.

## Administration
| Période                                  | Période           | Identité            | Étiquette | Qualité |
| ---------------------------------------- | ----------------- | ------------------- | --------- | ------- |
| 24 avril 1995                            | 13 juin 2004      | Augusto Massa       | DS        |         |
| 13 juin 2004                             | 7 juin 2009       | Giuseppe Di Fabio   | DL        |         |
| 8 juin 2009                              | 25 mai 2014       | Luigi Di Bartolomeo | PdL       |         |
| 25 mai 2014                              | 11 juin 2019      | Antonio Battista    | PD        |         |
| 11 juin 2019                             | 28 septembre 2023 | Roberto Gravina     | M5S       |         |
| 28 septembre 2023                        | 25 juin 2024      | Paola Felice        | M5S       |         |
| 25 juin 2024                             | En cours          | Marialuisa Forte    | Ind.      |         |
| Les données manquantes sont à compléter. |                   |                     |           |         |

### Hameaux
Santo Stefano

### Communes limitrophes
Busso, Campodipietra, Castropignano, Ferrazzano, Matrice, Mirabello Sannitico, Oratino, Ripalimosani, San Giovanni in Galdo, Vinchiaturo

### Évolution démographique
Habitants recensés

## Jumelages
- Ottawa (Canada)
- Vladimir (Russie)